# The Jazz Cinderella
The Jazz Cinderella è un film del 1930 diretto da Scott Pembroke.

## Trama
Una dama dell'alta società, la signora Consuelo Carter, si dispera quando scopre che il figlio Herbert - che lei vorrebbe sposasse la raffinata ed elegante Mildred Vane - preferisce corteggiare la modella di un negozio di moda. La signora cerca di "suggerire" a Pat, la ragazza, di lasciar perdere, ma questa rifiuta qualsiasi arrangiamento. Accetta, invece, anche se un po' a malincuore, l'invito di passare il weekend nella residenza di campagna dei Carter. In quell'ambiente, Pat si sente a disagio e giunge alla conclusione che forse è meglio rompere con Herbert. Così cerca di mettersi in cattiva luce con il suo innamorato, ma questi non cede e, non lasciandosi ingannare, riconquista la ragazza.

## Produzione
Il film fu prodotto dalla Chesterfield Motion Pictures Corporation.

### Musiche
Nel film sono presenti due canzoni:
- True Love, parole di Raymond Klages, musica di Jesse Greer
- You're Too Good To Be True, parole di Raymond Klages, musica di Jesse Greer

## Distribuzione
Distribuito negli Stati Uniti dalla Chesterfield Motion Pictures Corporation, uscì nelle sale cinematografiche il 1º settembre 1930.